# Presa Mud Mountain
La presa Mud Mountain (en inglés: Mud Mountain Dam) es una presa en el condado de King, condado situado en el estado estadounidense de Washington, a unas millas al sureste de Enumclaw.
La presa fue terminada en 1948 por el Cuerpo de Ingenieros del Ejército de los Estados Unidos a pesar del hecho de que el proyecto ya había sido autorizado por una ley del Congreso de los Estados Unidos en junio de 1936. La construcción comenzó en 1939 y se retrasó a causa de la Segunda Guerra Mundial. Cuando se completó, la presa era con una altura de 131,7 metros la presa de piedra y tierra más alta del mundo.
La presa Mud Mountain acumula el río White con el propósito de controlar posibles inundaciones. Desde la década de 1870, los granjeros de los condados de King y Pierce han estado luchando por el agua del río White. No se trataba al respecto sólo de inundaciones temporales, sino también de cambiar el curso del río, especialmente en 1906, cuando el río White creó un avance permanente hacia el curso más corto y sur del río Stuck. Las consultas con el ingeniero Hiram M. Chittenden finalmente llevaron a la decisión de construir una represa en el río, que luego se llevó a cabo.
Desde entonces la presa regula las inundaciones reteniendo el agua de las fuertes lluvias y derritiendo la nieve en el embalse, para luego liberarla lentamente de regreso al río. El embalse creado de esa manera a partir de entonces, el lago Mud Mountain, es un lago pantanoso parecido a un río con un flujo de agua que fluctúa periódicamente. El Cuerpo de Ingenieros del Ejército de EE. UU. opera un área recreativa en la presa, el Área Recreativa Mud Mountain, que incluye áreas de picnic, exhibiciones de arte y una red de senderos de diez millas (16 kilómetros).